# Patcham
Patcham är en ort i unparished area Brighton, i distriktet Brighton and Hove, i grevskapet East Sussex i England. Stadsdelen hade 14 505 invånare år 2021. Patcham var en civil parish fram till 1928 när blev den en del av Brighton och Hove. Civil parish hade 1 768 invånare år 1921. Byn nämndes i Domedagsboken (Domesday Book) år 1086, och kallades då Piceham.